# Campeonato Chileno de Futebol de 1975
O Campeonato Chileno de Futebol de 1975 (oficialmente Campeonato Nacional de Fútbol Profesional de la Primera División de Chile) foi a 43ª edição do campeonato do futebol do Chile. Os clubes jogam todos contra todos. Os dois últimos colocado é rebaixado para a Campeonato Chileno de Futebol - Segunda Divisão. O campeão e o ganhador da ligilla entre 2º ao 4º lugar se classificam para a Copa Libertadores da América de 1976.

## Participantes
| Equipe                                        | Cidade        | Região                           | No ano anterior                                                     | Estádio                             | Capacidade | Títulos                                     | Participações |
| --------------------------------------------- | ------------- | -------------------------------- | ------------------------------------------------------------------- | ----------------------------------- | ---------- | ------------------------------------------- | ------------- |
| Club Social y Deportivo Colo-Colo             | Ñuñoa         | Região Metropolitana de Santiago | Terceiro Lugar                                                      | Estádio Nacional de Chile           | 55.100     | 11 (Último em 1972)                         | 43            |
| Club Universidad de Chile                     | Santiago      | Região Metropolitana de Santiago | Décimo Terceiro Lugar                                               | Estádio Nacional de Chile           | 55.100     | 7 (1940, 1959, 1962,1964, 1965, 1967, 1969) | 38            |
| Unión Española                                | Independencia | Região Metropolitana de Santiago | Quarto Lugar                                                        | Estádio Santa Laura                 | 22.375     | 3 (1943, 1951, 1973)                        | 42            |
| Club de Deportes Santiago Wanderers           | Valparaíso    | Região de Valparaíso             | Décimo Quinto Lugar                                                 | Estádio Elías Figueroa Brander      | 23.000     | 2 (1958, 1968)                              | 31            |
| Club Social de Deportes Rangers               | Talca         | Região de Maule                  | Décimo Sexto Lugar                                                  | Estádio Fiscal de Talca             | 8.324      | 0 (não possui)                              | 24            |
| Club de Deportes La Serena                    | La Serena     | Região de Coquimbo               | Décimo Quarto Lugar                                                 | Estádio La Portada                  | 18.500     | 0 (não possui)                              | 16            |
| Club Deportivo Magallanes                     | Maipú         | Região Metropolitana de Santiago | Quinto Lugar                                                        | Estádio Independência               | 13.500     | 4 (1933, 1934, 1935, 1938)                  | 42            |
| Green Cross-Temuco                            | Temuco        | Região de Araucanía              | Sétimo Lugar                                                        | Estádio Municipal Germán Becker     | 20.930     | 0 (não possui)                              | 11            |
| O'Higgins Fútbol Club                         | Rancagua      | Região de O'Higgins              | Nono Lugar                                                          | Estádio El Teniente                 | 14.550     | 0 (não possui)                              | 20            |
| Club Deportivo Huachipato                     | Talcahuano    | Região de Bío-Bío                | Campeão                                                             | Estádio Las Higueras                | -----      | 1 (1974)                                    | 9             |
| Club Social y de Deportes Concepción          | Concepción    | Região de Bío-Bío                | Sexto Lugar                                                         | Estádio Municipal de Concepción     | 35.000     | 0 (não possui)                              | 8             |
| Club de Deportes Antofagasta                  | Antofagasta   | Região de Antofagasta            | Décimo Segundo Lugar                                                | Estádio Regional de Antofagasta     | 26.339     | 0 (não possui)                              | 7             |
| Club de Deportes Lota Schwager                | Coronel       | Região de Bío-Bío                | Décimo Primeiro Lugar                                               | Estádio Municipal Federico Schwager | 18.500     | 0 (não possui)                              | 6             |
| Club Deportivo y Social Naval                 | Talcahuano    | Região de Bío-Bío                | Oitavo Lugar                                                        | Estádio El Morro                    | 7.152      | 0 (não possui)                              | 4             |
| Club Deportivo Palestino                      | La Cisterna   | Região Metropolitana de Santiago | Vice Campeão                                                        | Estádio Santa Laura                 | 22.375     | 1 (1955)                                    | 21            |
| Club de Deportes Aviación                     | El Bosque     | Região Metropolitana de Santiago | Décimo Lugar                                                        | Estádio Reinaldo Martín Müller      | 22.375     | 0 (não possui)                              | 2             |
| Corporación Deportiva Everton de Viña del Mar | Viña del Mar  | Província de Valparaíso          | Acesso pelo Campeonato Chileno de Futebol de 1974 - Segunda Divisão | Estádio Sausalito                   | 25.000     | 2 (1950, 1952)                              | 30            |
| Corporación Club de Deportes Santiago Morning | Independencia | Região Metropolitana de Santiago | Acesso pelo Campeonato Chileno de Futebol de 1974 - Segunda Divisão | Estádio Santa Laura                 | 22.375     | 1 (1942)                                    | 32            |

## Campeão
| Campeão Chileno 1975                               |
| -------------------------------------------------- |
| Unión Española (Independencia) (4º título) Campeão |